# Segesta (stad)

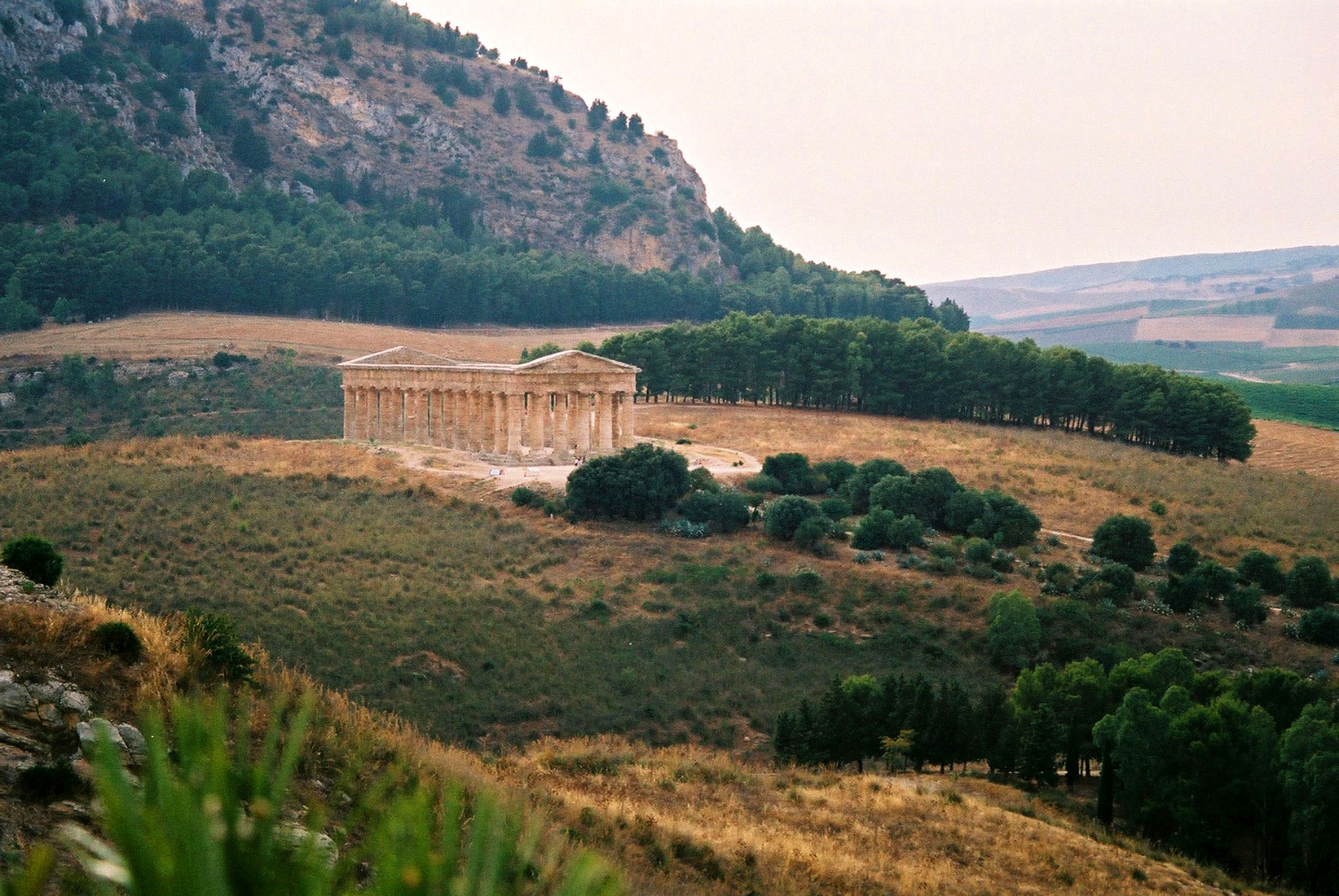

Segesta (Oudgrieks: Ἕγεστα) is een oude Hellenistische stad in het noordwesten van Sicilië, in de provincie Trapani, niet ver van Alcamo en Gibellina.
Segesta (van de Griekse naam bestaan er drie spellingsvarianten: Égesta, Aígesta, of Ségesta) was een van de belangrijkste steden van de Elymiërs, een van de drie inheemse volkeren die de Grieken op Sicilië aantroffen. Andere belangrijke steden waren Erice en Entella. De bevolking van Segesta was gemengd Elymisch en Grieks-Ionisch. De Elymiërs waren al snel gehelleniseerd: zij namen de Griekse manier van leven over.
Segesta lag voortdurend overhoop met Selinunte, waarschijnlijk omdat het trachtte een haven aan de Tyrreense Zee te vestigen. De eerste conflicten vonden in 580-576 v.Chr. plaats. Er waren opnieuw problemen in 454 v.Chr., en later zou het conflict gevolgen voor heel het eiland hebben.
In 415 v.Chr. vroeg Segesta namelijk Athene om hulp tegen Selinunte en dat leidde tot een tot mislukken gedoemde expeditie van Athene op Sicilië (415-413 v.Chr.). Daarna vroegen zij Carthago om hulp en dit leidde tot de volledige verwoesting van de stad Selinunte door Punische troepen. Segesta bleef een bondgenoot van Carthago. In 397 v.Chr. werd de stad door Dionysius I van Syracuse belegerd. In 307 v.Chr. werd Segesta door Agathocles van Syracuse verwoest, maar wist zich te herstellen.
In 276 v.Chr. was de stad de bondgenoot van koning Pyrrhus, maar in 260 v.Chr. gaf de stad zich over aan de Romeinen. Ondanks de lange band met de aartsvijand Carthago besloten de Romeinen Segesta niet te straffen, omdat volgens een mythe zowel de Romeinen als de Elymiërs van ballingen uit Troje zouden afstammen.
In 104 v.Chr. brak er in Segesta een slavenopstand uit onder Athenion. Er is niet zo veel bekend over Segesta onder het bewind van de Romeinen, maar de bevolking trok waarschijnlijk weg naar de havenstad Castellammare del Golfo omdat er betere handelsmogelijkheden waren. Uiteindelijk werd de stad door de Vandalen in de 5e eeuw verwoest en daarna voorgoed verlaten, werd lang aangenomen. Recent onderzoek toont gebruik van de locatie aan in de Moslim- en Normandisch-Swabische tijd. De ruïnes hiervan, die zich bevinden in de noordelijke Acropolis waar het theater ligt, zijn de moskee en de necropolis van een omvangrijk moslimdorp, het Normandisch-Swabische kasteel op de top van de Monte Barbaro, en een kerk gesticht in 1442. Het gebruik van de plek in deze periodes had echter niet de omvang van het antieke Segesta.
De ruïnes van de stad liggen op de Monte Bàrbaro op 305 m boven zeeniveau. De stad genoot natuurlijke bescherming door de steile hellingen waardoor zij aan verschillende kanten omgeven was. De helling die naar de tempel leidde was niet zo steil en werd door een muur beschermd. De heuveltop biedt een uitzicht over het dal dat naar de Golf van Castellamare leidt. De oude stad domineerde een aantal belangrijke wegen die van de kust naar het noorden en het binnenland voerden. Van de plattegrond van de stad is niet veel bekend. Luchtfotografie laat een vrij onregelmatig patroon zien, gedeeltelijk in terrassen gebouwd vanwege natuurlijke glooiing van de plek.
Wat er nu gevonden wordt zijn mogelijk de resten van de stad, zoals deze na de vernietiging door Agathocles herbouwd werd, en later uit de Moslim- en Normandisch-Swabische tijd.

## De tempel
De tempel van Segesta is een nooit afgebouwd Grieks heiligdom in Dorische stijl. Het werd rond 430-420 v.Chr. door de Elymiërs gebouwd op een heuvel even buiten de oude stad van Segesta en biedt een uitzicht op de omgeving.
Het is een peripterale Dorische tempel met 6 bij 14 zuilen op een basis die 21×56m meet en drie treden hoog is. De structuur van de tempel is compleet met de entablatuur en het tympanon, hoewel de tempel duidelijk nooit is afgebouwd. De zuilen hebben geen cannelures (de verticale groeven van de zuilen), de handvatten die gebruikt zijn om de blokken op te tillen zijn aan de basis nog te zien en er is geen spoor van een cella of een dak. De tempel van Segesta is qua stijl en grootte een standaard product voor de 5e eeuw v.Chr., maar zijn onafgebouwde toestand en zijn opmerkelijke, vrijwel perfecte staat maakt het een van de belangrijkste van de nog bestaande Griekse tempels in de wereld.

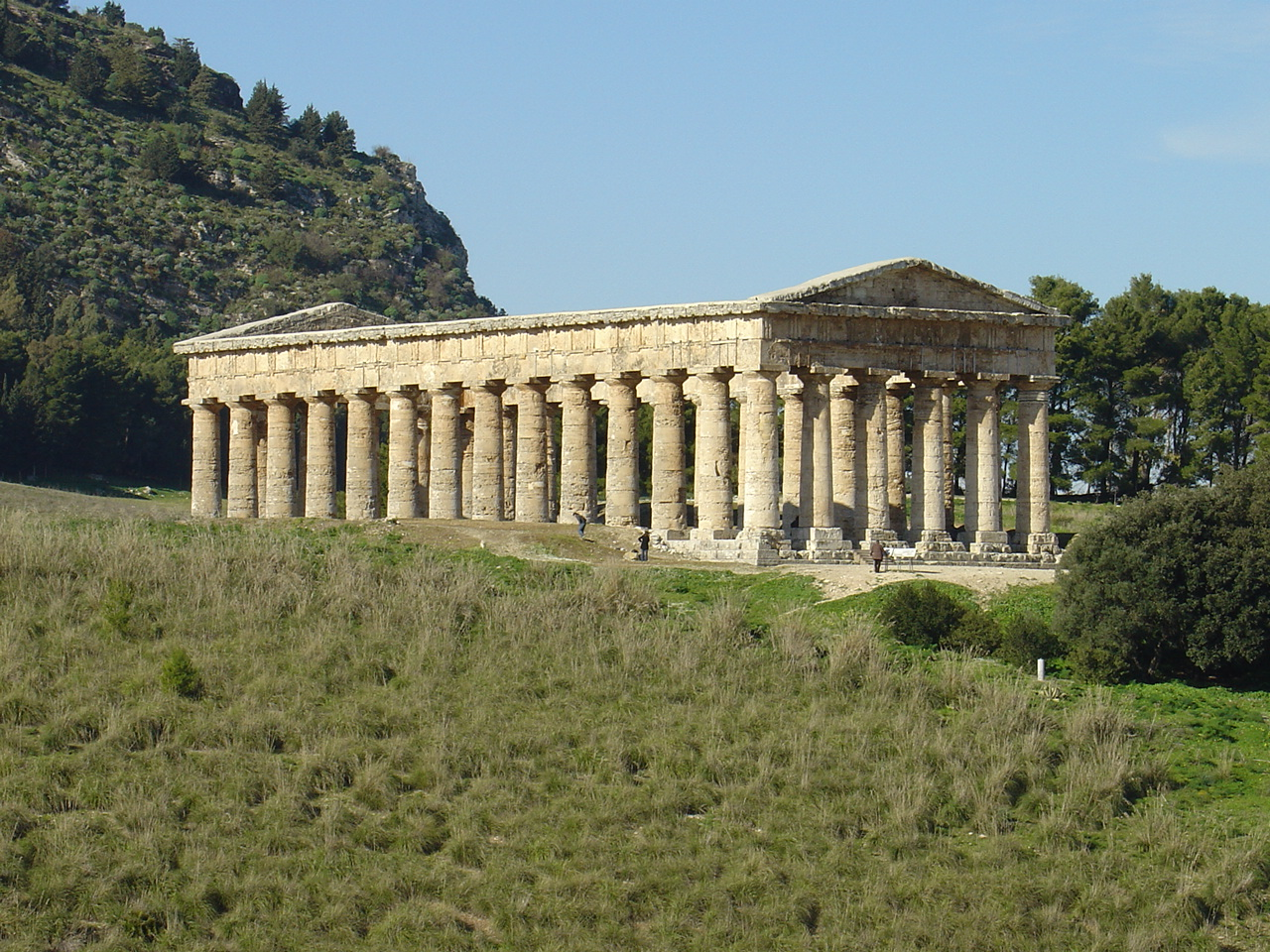
Dorische tempel van Segesta

## Het theater
Het theater werd gebouwd in de 3e eeuw v.Chr. en ook dit ligt boven op een heuvel. Van hieruit ontvouwt zich een panorama naar het noorden. Eens per twee jaar wordt dit theater nog gebruikt voor openluchtvoorstellingen.

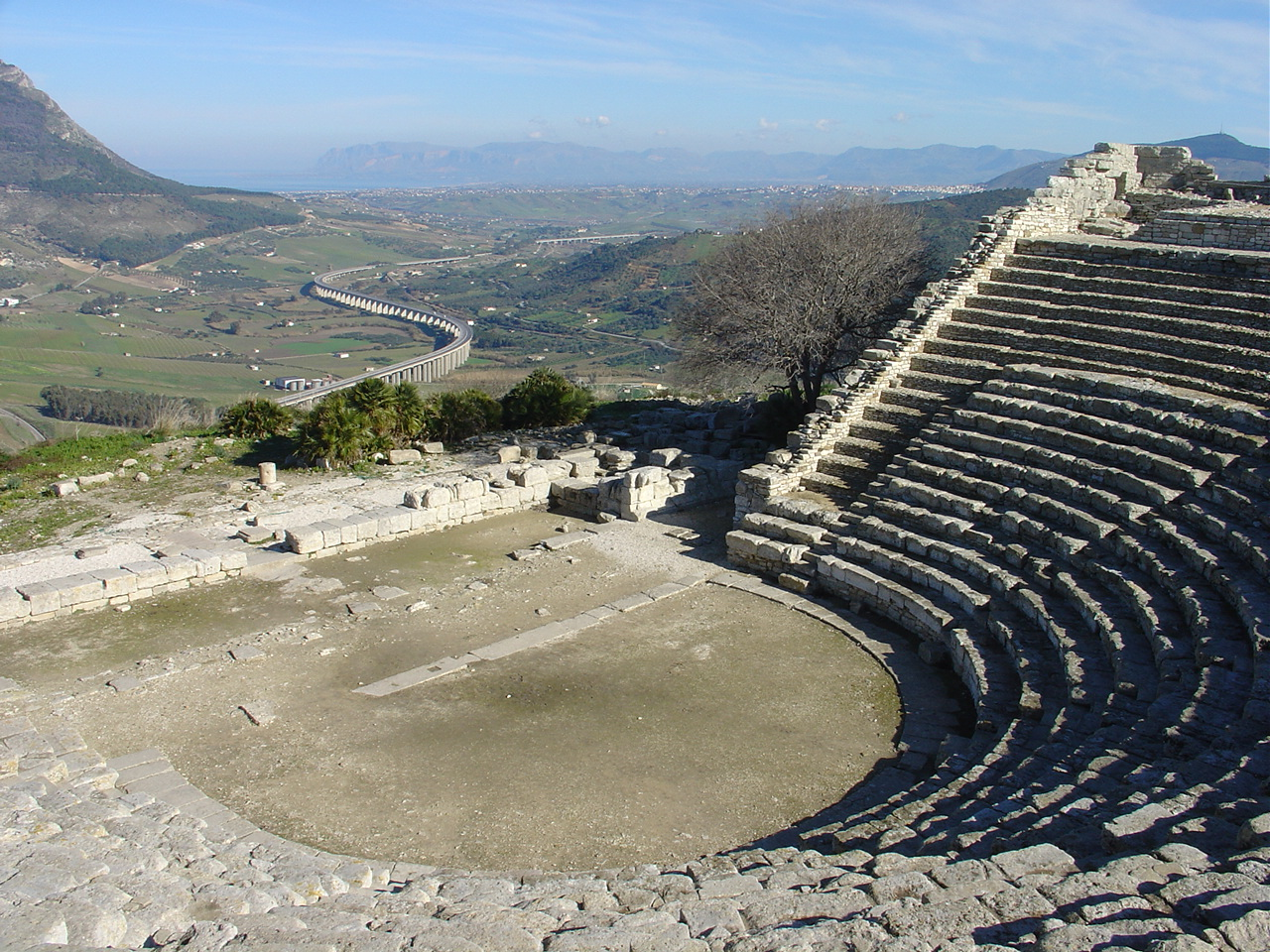

Recent onderzoek heeft aangetoond dat het hoogste deel van het theater tussen de twee ingangen gedeeltelijk werd hergebruikt als Moslim necropolis (eerste helft van de 12e eeuw).